# Летище „Камау“
Летище „Камау“ (на виетнамски: Sân bay Cà Mau) е летище край град Камау в южен Виетнам.
Разположено на 3 километра източно от центъра на града, то има една асфалтова писта с дължина 1500 метра. Създадено при френското управление, то е реконструирано през 1962 година и се използва за военни цели по време на Виетнамската война. След нейния край функционира с прекъсвания, първо като военно, а след това като гражданско летище. Днес то обслужва вътрешни полети, главно до Хошимин.